# Sint-Vincentius en Sint-Antonius van Paduakerk
De Sint-Vincentius en Sint-Antonius van Paduakerk of Nieuwe Sint-Vincentiuskerk is een kerkgebouw in Velp in de gemeente Land van Cuijk in de Nederlandse provincie Noord-Brabant, ontworpen door de architecten M. van Beek en C. van Moorsel. De kerk is opgedragen aan de heiligen Vincentius en Antonius van Padua
De kerk staat aan de Tolschestraat 21, in de kern van Nieuw-Velp dat in het begin van de twintigste eeuw ontwikkelde en begon te groeien rond de kerk. Voor de kerk ligt het kerkplein met klokkenstoel, erachter een kerkhof. Naast de kerk is een pastorie. Pastoor A. van Hout was pastoor tijdens de bouw en eerste pastoor van de kerk. 

## Geschiedenis
Tot 1937 kerkten de inwoners van Velp in de oude Sint-Vincentiuskerk die in het oude deel van het dorp gelegen is. Toen een nieuwe kerk gebouwd ging worden, besloot de bisschop, na een lange discussie in het dorp en op advies van pastoor van Hout, dat de nieuwe kerk gebouwd moest worden op het kadastrale middelpunt van de toenmalige gemeente Velp. Dit ligt ongeveer een kilometer ten zuiden van Oud-Velp en werd de kern van Nieuw Velp. De locatie was een laag gelegen en drassig stuk grond, dat door vrijwilligers opgehoogd werd.  Het zand kwam van een zandverhoging aan de 
Bosch en Duinweg in Velp. De huidige Zandkruiersweg en de naam van de carnavalsvereniging "De Zandkruiers" herinneren aan het overbrengen van het zand door de dorpsbewoners. 
Op 19 september 1937 werd de nieuwe kerk ingewijd door de bisschop van 's Hertogenbosch, mgr. Arnold Diepen. 
Op 10 augustus 2001 werd het kerkgebouw opgenomen in het rijksmonumentenregister.

## Opbouw
Het georiënteerde bakstenen kerkgebouw is opgetrokken in de stijl van de Delftse School en bestaat uit een breed tweebeukig schip met zes traveeën in basilicale opstand en een koortravee met een halfrond gesloten koorapsis. Het tweebeukige schip bestaat uit de hoofdbeuk met aan de zuidzijde ervan een smalle zijbeuk. De koortravee heeft een verlaagde noklijn ten opzichte van het schip. Op de plaats waar vaak een zuidelijke transeptarm te vinden is heeft men hier een aanbouw opgetrokken met daarin een sacristie. Tegen de noordgevel is er een Mariakapel gebouwd met open verbinding naar het schip. Het schip en de koortravee worden gedekt door zadeldaken en de zuidelijke zijbeuk door een lessenaarsdak.  De klok en een deel van de inventaris zijn afkomstig van de oude St Vincentius kerk. In 1971 is het Smits orgel uit 1754, dat uit de oude Vincentius kerk was overgebracht, aan de Antonius Abtkerk in Schaijk verkocht en is de communiebank verwijderd. De glas-in-lood ramen in het koor zijn gemaakt door Max Weiss. 
De kerk heeft een breed schip met daarover een reusachtige houten, ziende kap. Daardoor heeft het kerkvolk vanuit het schip onbelemmerd zicht op het altaar. Dit ontwerp is naar een voorbeeld van de Sint-Paschalis Baylonkerk te 's-Gravenhage, ontworpen door A.J. Kropholler, de leermeester van Van Moorsel. 
Tegen de westgevel zou een hoge kerktoren gebouwd gaan worden, maar dat is nooit gebeurd.